# Luzilândia (ort)
Luzilândia är en ort i Brasilien.   Den ligger i kommunen Luzilândia och delstaten Piauí, i den nordöstra delen av landet, 1 500 km norr om huvudstaden Brasília. Luzilândia ligger 39 meter över havet och antalet invånare är 12 999.
Terrängen runt Luzilândia är platt. Luzilândia är det största samhället i trakten. 
Omgivningarna runt Luzilândia är huvudsakligen savann. Runt Luzilândia är det ganska glesbefolkat, med 32 invånare per kvadratkilometer.